# Магістр права
Магі́стр пра́ва у скороченні: LL.M. або LLM — вищий академічний ступінь із права, який здобувають ті, хто має або бакалаврський академічний ступінь з права, професійний ступінь з права або ступінь бакалавра у спорідненій галузі. У більшості юрисдикцій LL. М. є вищим професійним ступенем для тих, хто зазвичай вже має досвід юридичної практики.

## Визначення
Щоб стати юристом і займатися юридичною практикою в більшості штатів і країн, особа повинна спочатку отримати диплом юриста. У більшості країн загального права потрібен ступінь бакалавра права (LL.B.). У Сполучених Штатах для юридичної практики зазвичай необхідний ступінь доктора юриспруденції (JD). Деякі юрисдикції, такі як Канада та Австралія, вимагають або LL. B. або JD. Особи з юридичною освітою зазвичай повинні скласти додатковий набір іспитів, щоб отримати кваліфікацію юриста.
Програма LL.M. – це програма післядипломної освіти, як правило, для осіб, які або мають ступінь юриста, або отримали кваліфікацію юриста. Слово legum є формою родового відмінка множини латинського слова lex і означає «законів». Коли воно вживається у множині, воно означає певну сукупність законів, на відміну від загального збірного поняття, втіленого в слові jus, з якого походять слова «juris» і «justice».
Історично LL.M. ступінь магістра є елементом, характерним для системи освіти англомовних країн, яка базується на відмінності між ступенями бакалавра та магістра. За останні роки, однак, спеціалізовані LL.М. запроваджено в багатьох державах Європи.

## Види програм LL.M.
Існує декілька видів програм LL.M., як і загальних, так і спеціалізованих. Останні дуже популярні, наприклад, програми з податкового права, конкурентного права (наприклад, Кінгс-коледж у Лондоні, Велика Британія) чи Європейського права (наприклад, LL.M. Eur в Європейському інституті університету Саарбрюкен, Німеччина).
Інші програми LL.M. включають право про банкрутство, банківське право, комерційне право, кримінальне право, право щодо конфіденційності даних, будівельне право, право про кібербезпеку, право розваг та засобів масової інформації, екологічне право, планування нерухомості (зазвичай як підспеціальність податкового права), фінансове право, право прав людини, інформаційне право, страхове право, право інтелектуальної власності, міжнародне право, право та економіка, судові позови, морське право, військове право, патентне право, право нерухомості, телекомунікаційне право, торгове право, судова адвокатура. Деякі юридичні школи дозволяють здобути ступінь магістра права студентам, вільно розробляючи власну програму навчання з багатьох курсів і семінарів вищого рівня, включаючи комерційне, корпоративне, міжнародне, конституційне право та право прав людини.

## Вимоги
Передумова вступу до програми LL.M. — перша вища освіта з права (напр. диплом бакалавра права). Деякі програми LL.M. не вимагають диплома саме з права, приймаючи дипломи суміжних спеціальностей.